# José Ángel Sarrapio Borboja
José Ángel Sarrapio Borboja (Arenas de Cabrales, Cabrales, 21 de febrer de 1959) és un ciclista espanyol, ja retirat, que fou professional entre 1984 i 1992. Els seus majors èxits esportius foren una victòria d'etapa a la Volta a Espanya de 1985 i una altra al Tour de França de 1986.
Es retirà del ciclisme en desaparèixer l'equip Wigarma, el 1992.

## Palmarès
- 1985
  - 1r a la Vuelta a los Valles Mineros i vencedor d'una etapa
  - Vencedor d'una etapa de la Volta a Espanya
  - Vencedor d'una etapa al Gran Premi Internacional de ciclisme de Torres Vedras - Trofeu Joaquim Agostinho
- 1986
  - Vencedor d'una etapa del Tour de França
- 1987
  - Vencedor d'una etapa al Gran Premi Internacional de ciclisme de Torres Vedras - Trofeu Joaquim Agostinho
- 1988
  - Vencedor d'una etapa de la Volta a Aragó

### Resultats al Tour de França
- 1986. Abandona (13a etapa). Vencedor d'una etapa
- 1990. 135è de la classificació general

### Resultats a la Volta a Espanya
- 1985. 62è de la classificació general. Vencedor d'una etapa
- 1986. 99è de la classificació general
- 1987. Abandona (19a etapa)
- 1988. Abandona (19a etapa)
- 1990. 94è de la classificació general
- 1991. Fora de control (13a etapa)
- 1992. Abandona (20a etapa)